# Adelolecia
Adelolecia Hertel & Hafellner  (adelka) – rodzaj grzybów z rodziny odnożycowatych (Ramalinaceae). Ze względu na współżycie z glonami zaliczany jest do grupy porostów. W Polsce występuje jeden gatunek.

## Systematyka i nazewnictwo
Pozycja w klasyfikacji według Index Fungorum: Ramalinaceae, Lecanorales, Lecanoromycetidae, Lecanoromycetes, Pezizomycotina, Ascomycota, Fungi.
Takson ten utworzyli Hannes Hertel i Josef Hafellner w 1984 r.
Synonim nazwy naukowej: Lecideomyces E.A. Thomas ex Cif. & Tomas:
Nazwa polska według W. Fałtynowicza.

## Gatunki
- Adelolecia kolaensis (Nyl.) Hertel & Rambold 1995[4]
- Adelolecia pilati (Hepp) Hertel & Hafellner 1984 – adelka Pilata
- Adelolecia rhododendrina (Nyl.) Printzen 2001[4]
- Adelolecia sonorae Hertel 2004[4]

Nazwy naukowe na podstawie Index Fungorum. Nazwy polskie według checklist Fałtynowicza.